# Березівка (Ржищівський район)
Березівка — колишнє село в Україні. У 1957 році було приєднано до міста Ржищева Київської області. До того входило до Ржищівського району Київської області Української РСР.
Село Березівка було центром і єдиним поселенням Березівської сільради Ржищівського району до їх ліквідації у 1957 році.

## Історія
До 1923 року село Березівка, як єдине поселення Березівської сільради, входило до Ржищівської волості Київського повіту Київської губернії. У селі налічувалося 187 господарств і 787 людей (379 чоловіків і 408 жінок).
У 1923 році село і сільрада були включені до новоутвореного Ржищівського району Київської округи.
У 1926 році у селі налічувалося 169 господарств і 807 людей.
28 грудня 1957 року рішенням виконавчого комітету Київської обласної ради депутатів трудящих №970 «Про адміністративно-територіальні зміни в окремих районах області»:
- Березівська сільрада Ржищівського району була ліквідована з передачею села Березівка в межу міста Ржищів.[3]